# Die Go-Spielerin
Die Go-Spielerin (Originaltitel: La Joueuse de Go) ist ein Roman von Shan Sa. Er erschien erstmals 2001 bei Grasset in Paris. Die deutschsprachige Übersetzung von Elsbeth Ranke erschien 2002.

## Inhalt
Die Geschichte spielt in der Mandschurei zur Zeit des Zweiten Weltkriegs. Eine 16-jährige chinesische Schülerin lernt das Go-Spiel und darf als einzige Frau mit den Männern im Park der Hauptstadt Go spielen. Zur selben Zeit wird ein japanischer Soldat in die Mandschurei abkommandiert. Er ist kunstsinnig und liebt die chinesische Sprache und Kultur, jedoch merkt er, wie sehr sich ein Mensch verändert, wenn er eine Uniform trägt. Die Gewalt und Demütigungen in der Armee widern ihn an, aber er hat das Hagakure gelesen und sieht sich in der Tradition der Samurai.
Die Go-Spielerin lernt indessen die Jungen Min und Jing kennen. Sie verliebt sich in Min, allerdings ist der erste Geschlechtsverkehr mit ihm sehr schmerzhaft, worauf ihre Liebe für ihn erlischt. Sie erfährt auch, dass sich Jing in sie verliebt hat und beide sozialistischen Ideen anhängen, was sie in Lebensgefahr bringt. In der Mandschurei vergnügen sich die japanischen Soldaten in Restaurants und Bordellen mit chinesischen und koreanischen Prostituierten. Allerdings wird dieser Soldat auch auf die Go-Spielerin aufmerksam und möchte mit ihr eine Partie des Spiels, dessen Regeln er in Japan gelernt hat, spielen. Während des Spiels mit ihr, merkt er, dass sie eine gute Spielerin ist und ihr die Partei viel bedeutet. Nach jedem Treffen notiert sie den Spielstand, um es beim nächsten Mal fortzusetzen.
Als Peking von den Japanern erobert wird, erschießt der Soldat die Go-Spielerin und darauf sich selbst. Die Erzählung endet mit dem Satz, dass das Spiel fortan im Jenseits weitergehe.

## Auszeichnungen
2001 wurde das Buch mit dem Prix Goncourt des lycéens ausgezeichnet.

## Kritik
„Angereichert werde die Erzählung durch jede Menge schöner Sätze, kühl inszenierte Leidenschaft, auch eine gute Prise Erotik, wie die Rezensentin zugesteht. Nur ist ihr überhaupt nicht klar geworden, was Shan Sa eigentlich will, "außer dass wir zu ihr aufschauen und sie bewundern, mit welcher Akrobatik sie die Steine setzt".“

## Bühnenadaption
Im Freien Werkstatt Theater Köln feierte 2004 die gleichnamige Bühnenadaption von Johannes Kaetzler und Gerhard Seidel Premiere.

## Ausgaben
- Shan Sa: Die Go-Spielerin, deutsch von Elsbeth Ranke. Piper, München 2002, ISBN 978-3-492-04442-4